# Achondroplasie
Achondroplasie is een erfelijke aandoening waarbij de vorming van kraakbeen in de lange pijpbeenderen verstoord is, waardoor zich geen normale groeischijf ontwikkelt, en dwerggroei optreedt. Achondroplasie resulteert in belemmerde endochondrale botgroei (botgroei binnen kraakbeen), hier is de term Achondroplasie dan ook van afgeleid. Ongeveer 80% van de gevallen komt voor bij kinderen van ouders zonder deze groeistoornis en ontstaat als gevolg van een nieuwe (de novo, of sporadische) mutatie, die meestal ontstaat als een spontane verandering tijdens de spermatogenese.
Achondroplasie is een van verschillende aangeboren aandoeningen met vergelijkbare verschijnselen, zoals osteogenesis imperfecta, multiple epifysele dysplasie tarda, achondrogenesis, osteopetrose en thanatophore dysplasie. Dit maakt schattingen van de prevalentie moeilijk, gezien veranderende en subjectieve diagnostische criteria in de loop van de tijd. Een gedetailleerde en langlopende studie in Nederland vond dat de prevalentie bij de geboorte slechts 1,3 per 100.000 levendgeborenen was. Een andere studie in dezelfde periode vond een tarief van 1 per 10.000. Een review en meta-analyse uit 2020 schatte de wereldwijde prevalentie op 4,6 per 100.000.
De gevolgen van het hebben van een zeer kleine gestalte worden behalve fysiek ook psychisch als belastend ervaren. Betrokkenen vinden het vaak beledigend om bijvoorbeeld als 'dwerg' te worden aangeduid. 'Kleine mensen' heeft de voorkeur, maar slaat op meer categorieën. 'Achondroplast' is de medische term als specifiek deze groep wordt bedoeld, 'mensen met achondroplasie' is daarom de meest adequate omschrijving.
Het gebruik van de term 'lilliputter' is beledigend voor mensen met een groeistoornis omdat het een denigrerende term is die de nadruk legt op de fysieke kenmerken van deze mensen en hen reduceert tot slechts hun lengte. Deze term heeft historisch gezien negatieve connotaties en is vaak gebruikt om mensen met een groeistoornis te bespotten, te kleineren en te stigmatiseren.
Respectvolle termen zijn 'mensen met een groeistoornis' of 'kleine mensen'. Deze termen benadrukken niet alleen de lengte van de persoon, maar erkennen hun identiteit en duiden op gelijkwaardigheid in de samenleving. Mensen met achondroplasie zijn in staat te participeren in alle aspecten van de samenleving. Ze hebben toegang tot onderwijs, sport en kunnen een carrière nastreven. Ze oefenen een scala aan beroepen uit.

## Symptomen en verschijnselen
Achondroplasie is een genetische aandoening met een autosomaal dominante overervingspatroon waarvan het belangrijkste kenmerk dwerggroei is. Achondroplasie is de meest karakteristieke vorm van dwerggroei. Bij mensen met deze groeistoornis zijn de armen en benen kort, terwijl de romp doorgaans normaal van lengte is. Personen met Achondroplasie hebben een gemiddelde lengte als volwassene van 131 centimeter voor mannen en 123 centimeter voor vrouwen. De wervelkolom kan een versterkte lordose ontwikkelen, waardoor de billen naar achter steken en de buik naar voren, waardoor soms op latere leeftijd wervelkanaalstenose optreedt. Andere kenmerken kunnen een vergroot hoofd en opvallend voorhoofd omvatten. Achondroplasie omvat de uiterst zeldzame kort-limb skeletdysplasie met ernstige gecombineerde immuundeficiëntie.

### Symptomen
- Disproportionele dwerggroei
- Verkorting van de proximale ledematen (genaamd rhizomelische verkorting)
- Korte vingers en tenen, met "drietandhanden" (korte handen met dikke vingers en een scheiding tussen de middel- en ringvingers - vergelijkbaar met een drietand op een foetale echo)
- Groot hoofd met prominente voorhoofdszwelling
- Kleine middelgezicht met een afgeplatte neusbrug
- Spinale kyfose (convexe kromming) of lordose (concave kromming)
- Varus (boogbeen) of valgus (knock knee) misvormingen
- Frequente oorinfecties (door verstopping van de buis van Eustachius), Slaapapneu (die zowel centraal als obstructief kan zijn), en Hydrocefalie

### Comorbiditeit

#### Kinderen
Kinderen met achondroplasie kunnen minder spierspanning ervaren, waardoor het gebruikelijk is dat ze later gaan lopen en vertraagde motorische vaardigheden vertonen. Het is ook gebruikelijk dat kinderen kromme benen, scoliose, lordose, artritis, problemen met gewrichtsflexibiliteit, ademhalingsproblemen, oorinfecties en volle tanden hebben. Deze problemen kunnen worden behandeld met chirurgie, beugels of fysiotherapie.
Hydrocefalus is een ernstig effect dat gepaard kan gaan met achondroplasie bij kinderen. Deze aandoening treedt op wanneer het hersen-ruggenmergvocht niet in staat is om in en uit de schedel te stromen vanwege vernauwing van de wervelkolom. Deze vochtophoping gaat gepaard met een vergroot hoofd, braken, lusteloosheid, hoofdpijn en prikkelbaarheid. Een veelvoorkomende behandeling voor deze aandoening is een shuntoperatie, maar ook een endoscopische derde ventriculostomie kan worden uitgevoerd.

#### Volwassenen
Volwassenen met achondroplasie hebben vaak te maken met problemen zoals obesitas en slaapapneu. Het is ook gebruikelijk dat volwassenen tintelingen of gevoelloosheid in hun benen ervaren als gevolg van zenuwcompressie.
Sommig onderzoek heeft aangetoond dat volwassenen met achondroplasie psychosociale complicaties kunnen ervaren, meestal gerelateerd aan hun korte gestalte.
Zwangerschap bij vrouwen met achondroplasie wordt beschouwd als een verhoogd risico. Vrouwen met achondroplasie krijgen over het algemeen hun baby's via een keizersnede om complicaties te voorkomen die kunnen optreden bij een natuurlijke bevalling.Intelligentie en levensverwachting zijn doorgaans normaal, hoewel compressie van de craniocervicale overgang het risico op overlijden in de kindertijd verhoogt.

#### Cohortstudie
In de studie CLARITY-aChondropLasia nAtuRal hIsTory studY uit 2021 van de Johns Hopkins-universiteit te Baltimore (VS) werd een database gemaakt met gegevens van 1374 patiënten met achondroplasie. Hierin werd gezocht naar de aanwezigheid van onopgemerkte of ondergewaardeerde kenmerken die geassocieerd worden met achondroplasie. Deze studie concludeerde voor het meer voorkomen van craniosynostose bij personen met achondroplasie en bevestigde eerdere waarnemingen van een schijnbaar hoger dan verwacht voorkomen van epileptische aanvallen en een lager dan gemiddeld aantal mensen met diabetes mellitus.

## Erfelijkheid

Autosomale dominante overerving

Achondroplasie wordt veroorzaakt door een mutatie in het fibroblastgroeifactorreceptor 3 (FGFR3)-gen, gelegen op chromosoom 4. Dit gen codeert voor een eiwit genaamd fibroblastgroeifactorreceptor 3, dat bijdraagt aan de productie van collageen en andere structurele componenten in weefsels en botten. Wanneer het FGFR3-gen gemuteerd is, interfereert het met hoe dit eiwit interageert met groeifactoren, wat leidt tot complicaties bij de botproductie. Kraakbeen kan niet volledig ontwikkelen tot bot, wat resulteert in een onevenredig korte gestalte. In 99% van de gevallen wordt de verandering van het gen verklaard door in totaal twee verschillende mutaties, waarvan er één 98% en één 2% van het totaal uitmaakt. Verwante aandoeningen die ook worden veroorzaakt door een defect in het FGFR3-gen zijn hypochondroplasie en thanatofore dysplasie.
In de normale ontwikkeling heeft FGFR3 een negatief regulerend effect op botgroei. Bij achondroplasie is de gemuteerde vorm van de receptor constitutief actief, en dit leidt tot ernstig verkorte botten. Dit is een voorbeeld van een gain-of-function-mutatie. Het effect is genetisch dominant, waarbij één variant van het FGFR3-gen voldoende is om achondroplasie te veroorzaken, terwijl twee kopieën van het gemuteerde gen onvermijdelijk fataal zijn (recessief dodelijk) vóór of kort na de geboorte. Dit gebeurt als gevolg van ademhalingsfalen door een onderontwikkelde ribbenkast. Mensen met achondroplasie worden vaak geboren uit ouders die de aandoening niet hebben vanwege spontane mutatie.
Waar achondroplasie erfelijk is, is het overervingspatroon autosomaal dominant. In koppels waar één partner achondroplasie heeft, is er een 50% kans om de aandoening door te geven aan hun kind bij elke zwangerschap. In situaties waar beide ouders achondroplasie hebben, is er een 50% kans dat het kind achondroplasie zal hebben, 25% kans dat het kind dat niet zal hebben, en 25% kans dat het kind het gen van beide ouders zal erven, wat resulteert in dubbele dominantie en leidt tot dodelijke botdysplasie.
Studies hebben aangetoond dat nieuwe genmutaties voor achondroplasie uitsluitend worden geërfd van de vader en optreden tijdens de spermatogenese; het is geopperd dat sperma met de mutatie in FGFR3 een selectief voordeel heeft ten opzichte van sperma met normaal FGFR3. De frequentie van mutaties in sperma die leiden tot achondroplasie neemt toe met de leeftijd van de vader, evenals bij blootstelling aan ioniserende straling. De voorkomingsgraad van achondroplasie bij kinderen van vaders ouder dan 50 jaar is 1 op de 1.875, vergeleken met 1 op de 15.000 in de algemene bevolking. Onderzoek door uroloog Harry Fisch van het Male Reproductive Center aan het Columbia Presbyterian Hospital in 2013 gaf aan dat bij mensen dit defect mogelijk uitsluitend van de vader wordt geërfd en waarschijnlijker wordt met de leeftijd van de vader, specifiek bij mannen die na de leeftijd van 35 reproduceren.

## Diagnose
Achondroplasie kan voor de geboorte worden gedetecteerd door prenatale echografie, hoewel de tekenen vaak subtiel zijn en niet duidelijk worden vóór de 24e week van de zwangerschap. Een DNA-test kan worden uitgevoerd vóór de geboorte om homozygositeit te detecteren, waarbij twee kopieën van het gemuteerde gen worden geërfd, een dodelijke aandoening die leidt tot doodgeboortes. Postnatale diagnose van achondroplasie is doorgaans ongecompliceerd en omvat een beoordeling van fysieke en radiografische kenmerken. Klinische kenmerken omvatten megalocefalie, korte ledematen, prominent voorhoofd, thoracolumbale kyfose en mid-face hypoplasie. Complicaties zoals tandheelkundige malocclusie, hydrocefalus en herhaalde otitis media kunnen worden waargenomen. Het risico op overlijden in de kindertijd is verhoogd vanwege de waarschijnlijkheid van compressie van het ruggenmerg met of zonder obstructie van de bovenste luchtwegen.

## Behandeling
Farmaceutische bedrijven als Ascendis, Sanofi, Pfizer, Biomarin en Bridgebio voeren klinische onderzoeken uit op het gebied van Achondroplasie.  Ze zijn gericht op het ontwikkelen van behandelingen en therapieën die de symptomen van de conditie verminderen. Oorzakelijke behandeling is niet mogelijk. Wel is het mogelijk om de groei te bevorderen door middel van een behandeling met het middel vosoritide. Onderzoek heeft aangetoond dat vosoritide de groei kan versterken, maar het verbetert niet de lichaamsverhoudingen.

### Vosoritide
Vosoritide is verkrijgbaar onder de merknaam Voxzogo. Het is goedgekeurd door het Europees Geneesmiddelenbureau en de FDA. Vosoritide werkt door te binden aan een specifieke receptor, natriuretisch peptide-receptor type B (NPR-B), waardoor de activiteit van fibroblastgroeifactorreceptor 3 (FGFR3) wordt verminderd, wat de botgroei stimuleert. 
De meest voorkomende bijwerkingen zijn reacties op de injectieplaats, braken en een verlaagde bloeddruk. In een Braziliaanse studie ontwikkelden 11 van de 18 kinderen met achondroplasie, die minstens drie maanden met vosoritide werden behandeld, hypertrichose (toegenomen haargroei) op verschillende delen van het lichaam. Deze bijwerking was niet eerder gerapporteerd in klinische onderzoeken en verdween na het stoppen van de behandeling. 
In 2025 ontstond controverse rond internationale behandelrichtlijnen voor Vosoritide, omdat driekwart van de werkgroepleden financiële banden had met fabrikant BioMarin en gevestigde patiëntenorganisaties zoals Little People of America niet waren betrokken. Deze patiëntenorganisaties organisaties benadrukken het belang van eerlijke informatie, keuzevrijheid en waarschuwen dat medische ingrepen zoals vosoritide sociale acceptatie kunnen ondermijnen. Vanuit hun perspectief is achondroplasie geen ziekte, en wordt korte lengte niet als medisch probleem gezien; behandeling zou impliceren dat lichamen met achondroplasie gecorrigeerd moeten worden om aan een norm te voldoen. Organisaties zoals Little People of America en Europese patiëntenvertegenwoordigers benadrukken het belang van keuzevrijheid en het aanbieden van eerlijke informatie over zowel de voordelen als de mogelijke psychosociale impact van behandeling.

### Ledemaat verlenging
Ledemaat verlenging door middel van operaties is mogelijk, maar daar wordt zelden voor gekozen vanwege het risico op complicaties. Het resultaat in absolute toename van de lengte is beperkt en de behandeling is doorgaans intensief en langdurig pijnlijk. Toch zijn sommigen bereid er voor 5 à 10 cm meer lengte aan toe over te gaan, niet alleen uit cosmetische overwegingen, maar ook omdat een relatief geringe lengtetoename het dagelijks functioneren makkelijker kan maken.

## Individuen met achondropasie

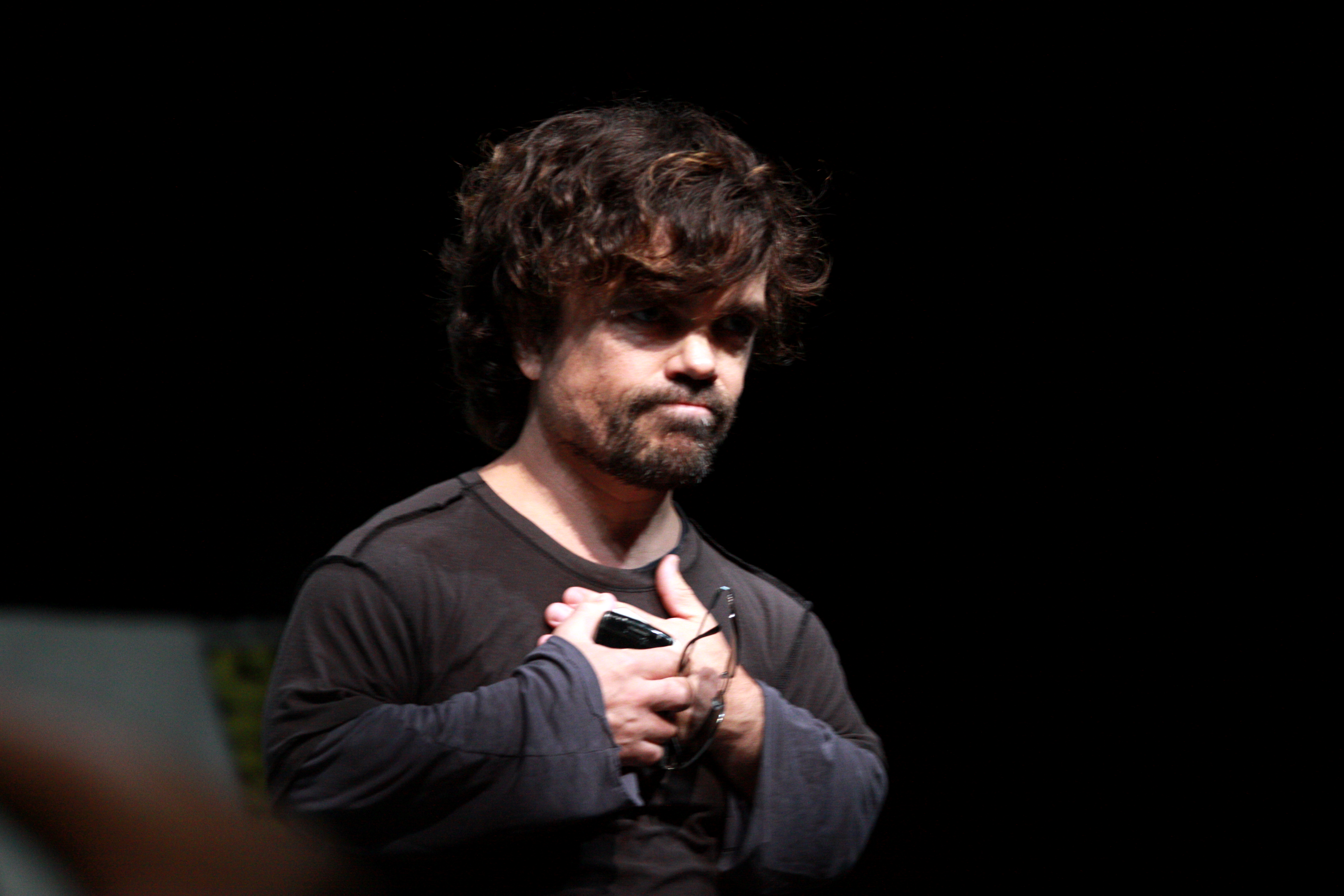
Peter Dinklage, bekend van Game of Thrones en The Station Agent
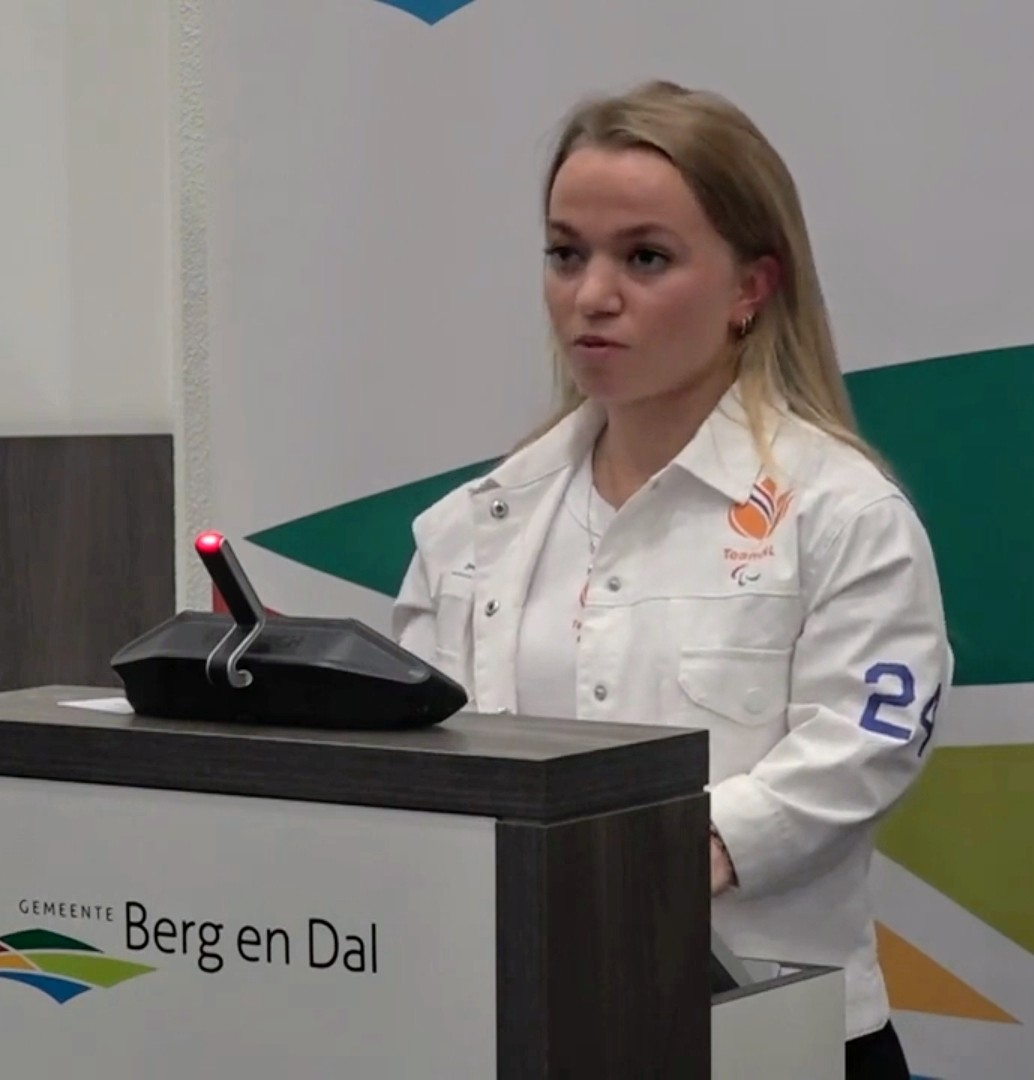
Lara Baars is paralympisch kampioen kogelstoten in de F40-klasse, en won goud op de Paralympische Spelen van 2024 met een worp van 9,10 meter – een nieuw paralympisch record.
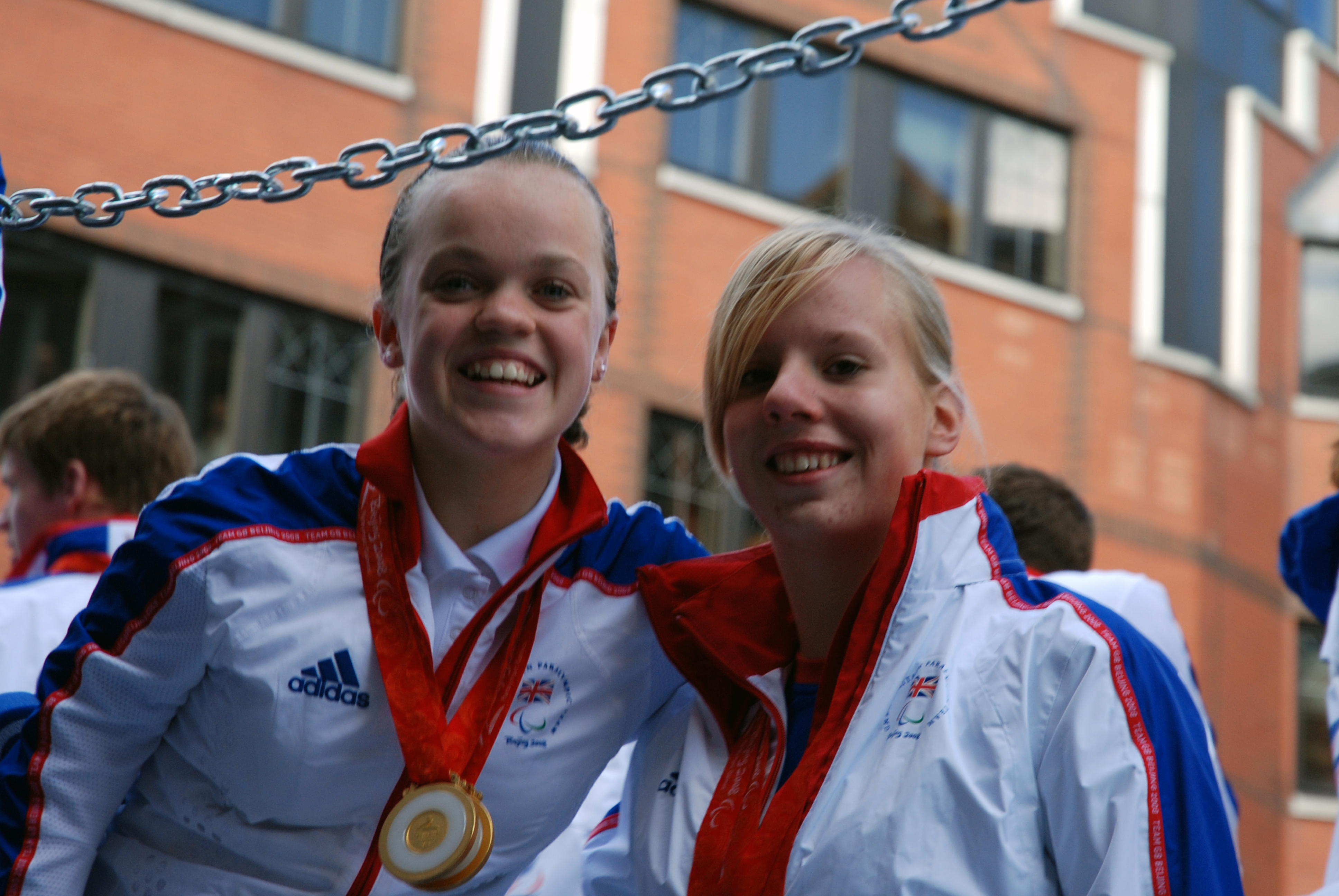
Paralympisch zwemmer Ellie Simmonds tijdens de huldigingsceremonie van de Paralympische Zomerspelen 2008
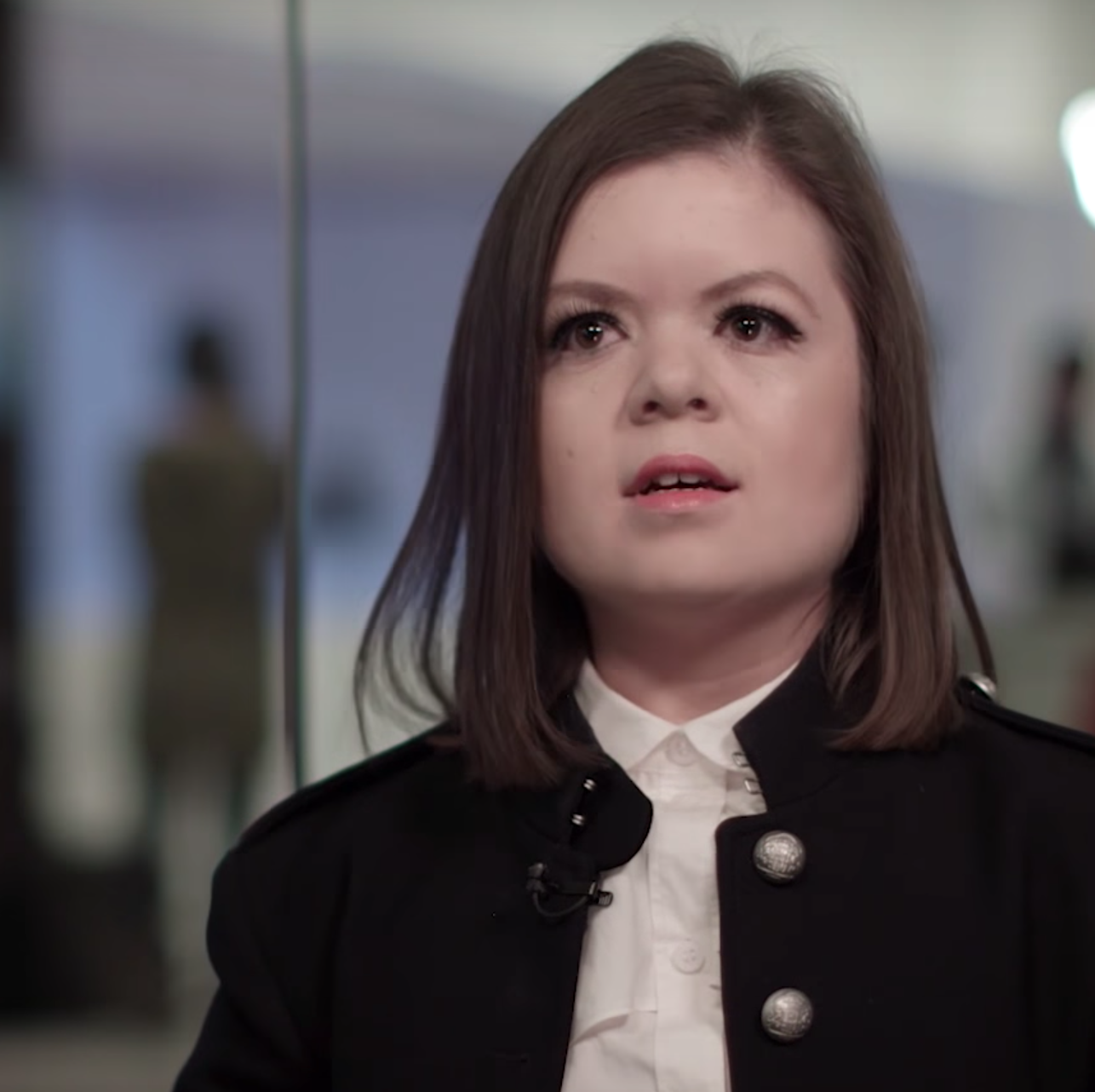
Sinéad Burke (2018). Eerste persoon met achondroplasie in Vogue Magazine en op het Met Gala.
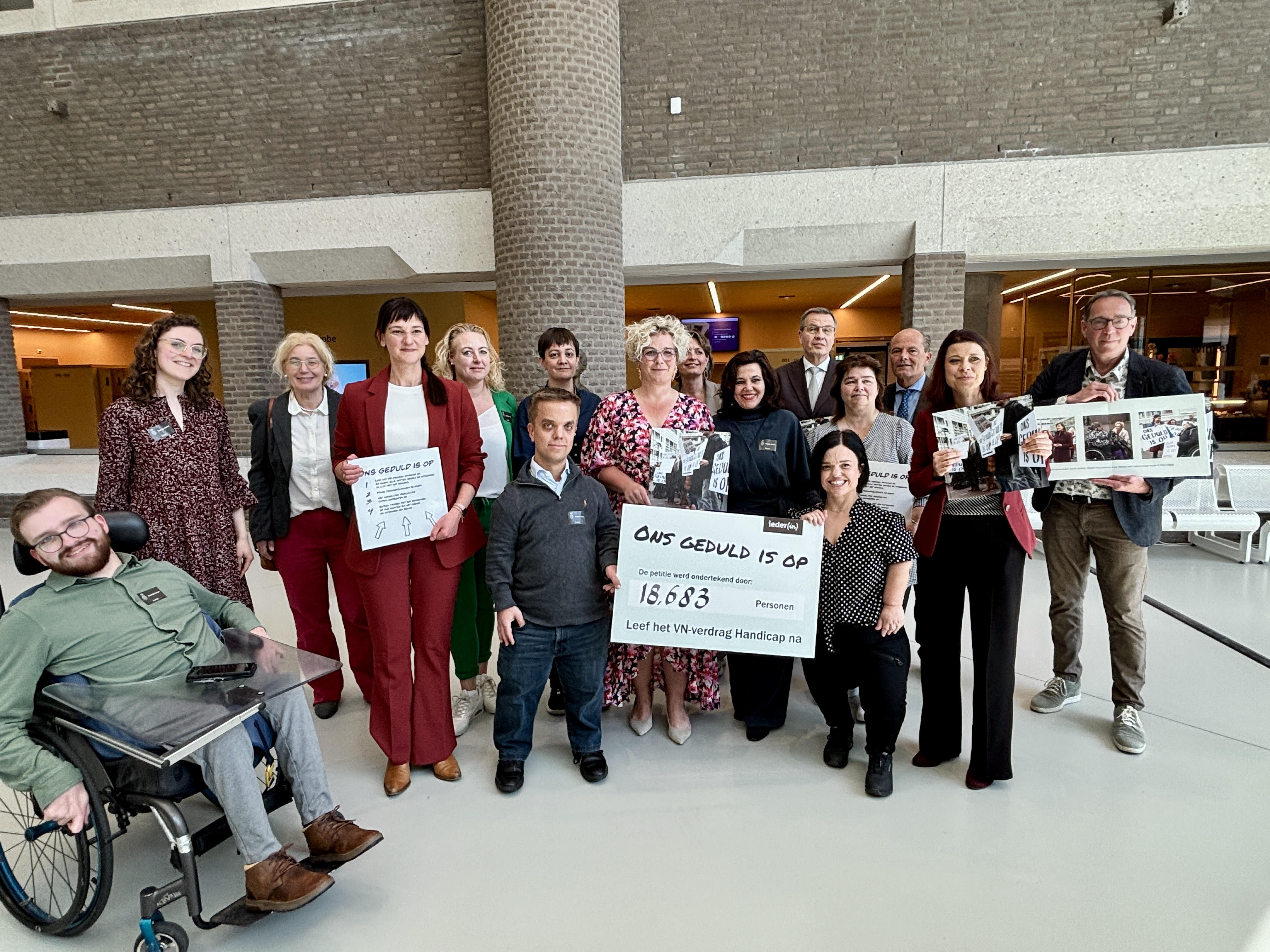
Twee personen met achondroplasie zijn zichtbaar aanwezig in de Tweede Kamer der Staten-Generaal tijdens een bijeenkomst met Kamerleden van de VWS-commissie en vertegenwoordigers van Ieder(in).
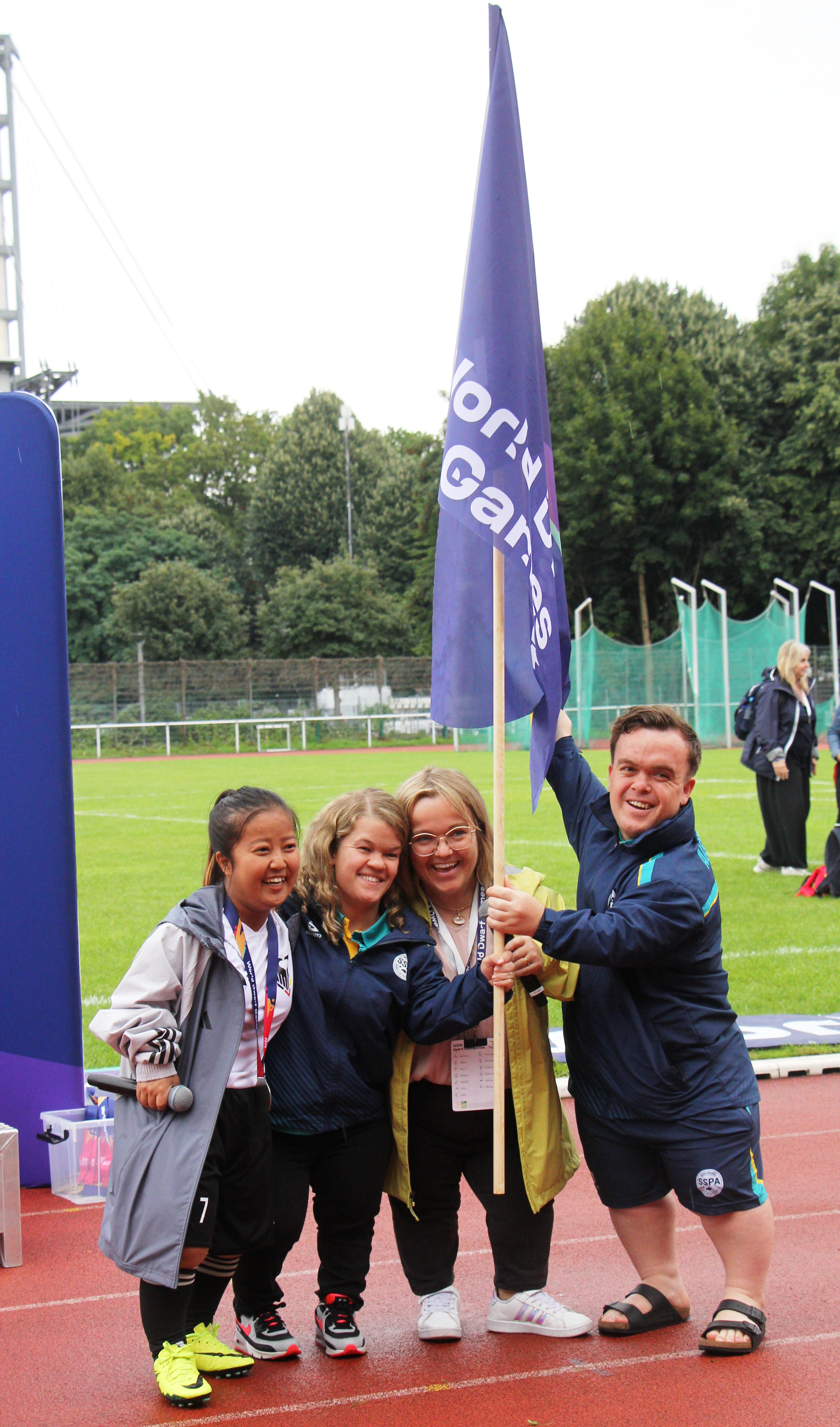
Delegaties van Duitsland en Australië tijdens de World Dwarf Games 2023 in Keulen. Allen hebben achondroplasie.
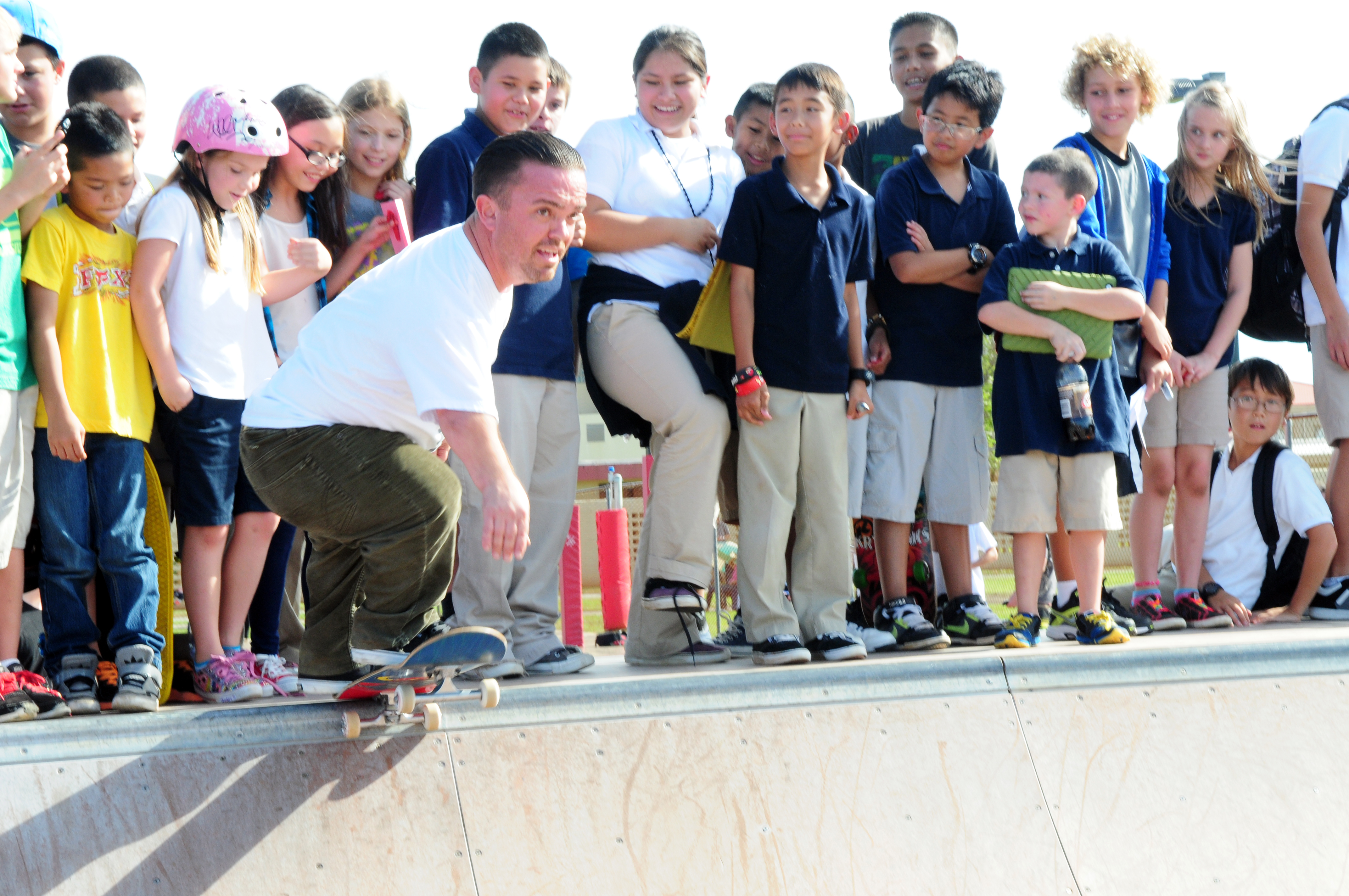
Jason Acuña, beter bekend als Wee Man, geeft een skateboard demonstratie in Los Angeles.
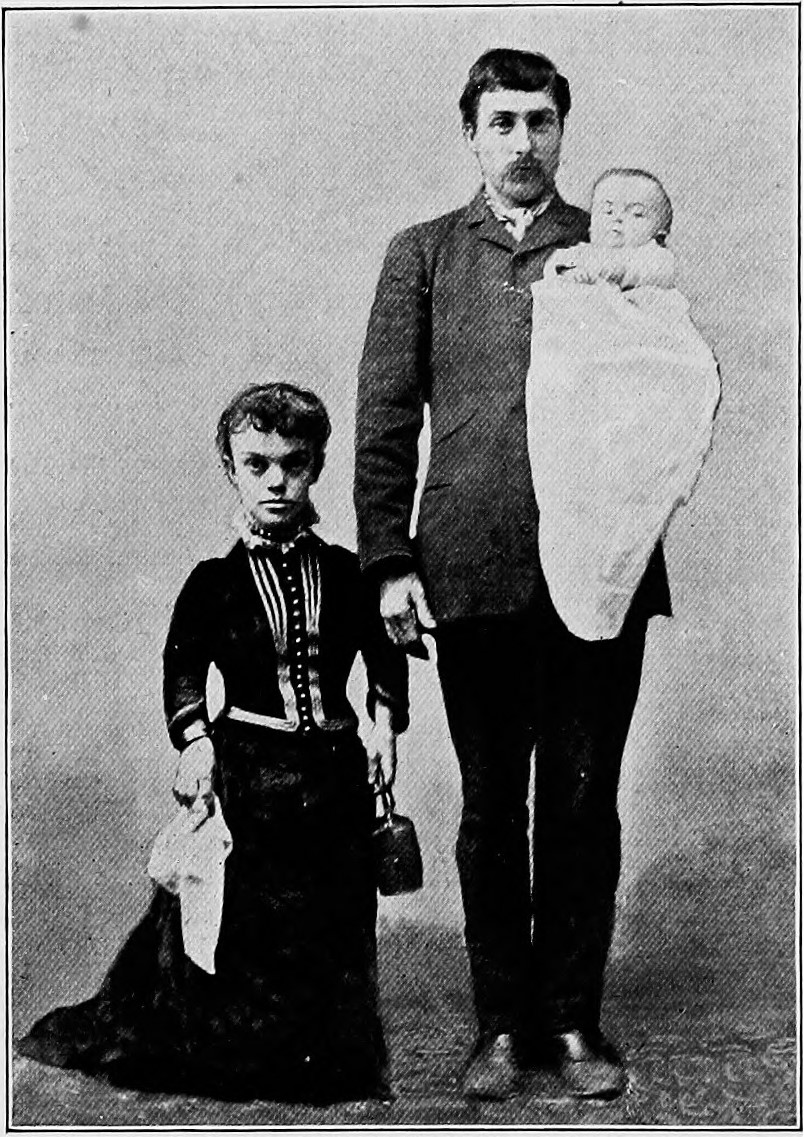
Vrouw met achondroplasie met haar man en kind (1897).
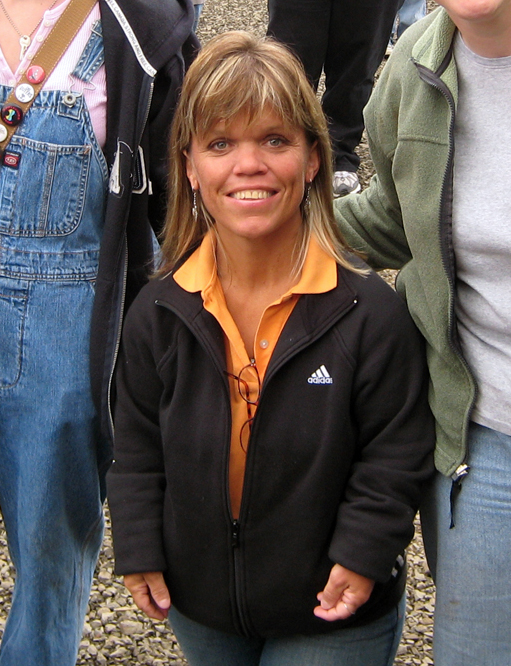
Amy Roloff van Little People, Big World op TLC.

## Achondroplasie in het dierenrijk

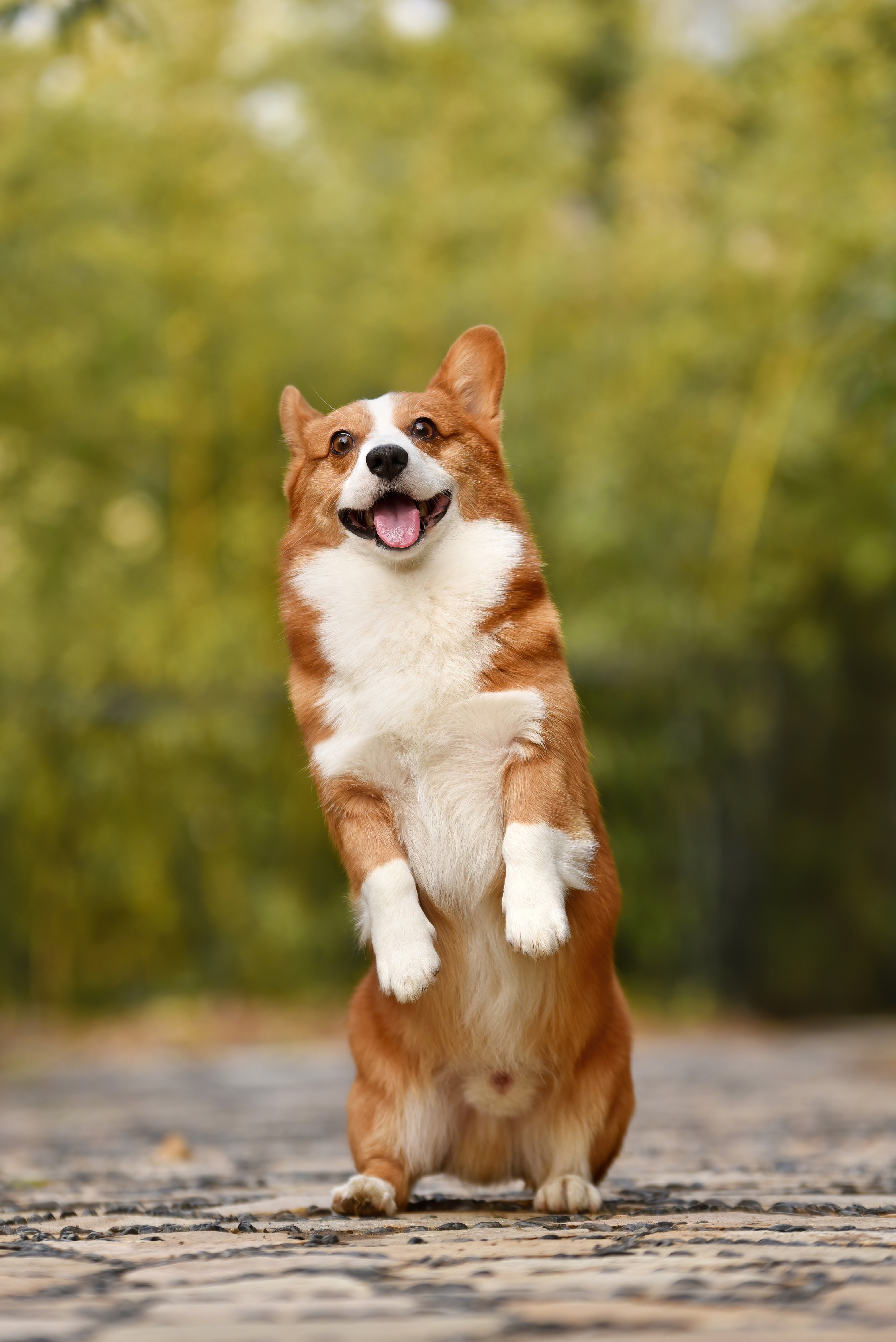
Welsh Corgi (hond) met typische kortere ledematen.

Op basis van hun disproportionele skeletdisplasie worden sommige hondenrassen traditioneel geclassificeerd als "achondroplastisch". Dit geldt voor de Teckel, Basset hound, Corgi en Bulldog rassen. Gegevens uit genoomassociatiestudies bij kortbenige honden tonen een sterke associatie van deze eigenschap met een retro-gen dat codeert voor fibroblastgroeifactor 4 (FGF4). Het lijkt dus onwaarschijnlijk dat honden en mensen achondroplastisch zijn om dezelfde genetische redenen. Desalniettemin hebben histologische studies bij sommige achondroplastische hondenrassen gewijzigde celpatronen in kraakbeen aangetoond die zeer vergelijkbaar zijn met die waargenomen bij mensen met achondroplasie.
Een vergelijkbare vorm van achondroplasie werd gevonden bij een nest biggen van een fenotypisch normale Deense zeug. Het dwerggroei werd dominant overgeërfd bij het nageslacht van dit nest. De biggen werden fenotypisch normaal geboren, maar werden steeds meer symptomatisch naarmate ze volwassen werden. Dit omvatte een mutatie van het eiwit collageen, type X, alfa 1, gecodeerd door het COL10A1-gen.
Het nu uitgestorven Ancon-schaap werd door mensen gecreëerd door selectieve fok met gewone huisschapen met achondroplasie. De gemiddeld grote romp in combinatie met de relatief kleinere benen geproduceerd door achondroplasie werd gewaardeerd omdat het ervoor zorgde dat aangetaste schapen minder snel ontsnapten zonder de hoeveelheid wol of vlees die elk schaap produceerde, te beïnvloeden.